# Karamellisering
Karamellisering är en process som bland annat innebär sönderdelning av sackaros (socker) då det upphettas till över 165 °C. Det blir brunt och får en annan arom. 
Bland annat sockerkulör och gräddkola bygger på karamellisering.